# Siphonochalina balearica
Siphonochalina balearica är en svampdjursart som beskrevs av Ferrer-Hernandez 1916. Siphonochalina balearica ingår i släktet Siphonochalina och familjen Callyspongiidae. Inga underarter finns listade i Catalogue of Life.